# 末綱聰子
末綱聰子（日语：／ Suetsuna Satoko，1981年1月30日—），日本女子羽毛球运动员，前日本國家羽毛球隊成員。大分縣大分市出生，大分縣昭和女子高校畢業，曾隸屬於瑞薩電子公司（九州・山口）、再春館製藥所羽毛球隊成員兼教練，隊員編號6號，于2018年4月30日退出再春館製藥所羽毛球隊，現為丸杉株式會社羽球部成員兼教練(原丸杉Bluvic已整合為丸杉) 。

## 簡歷
2008年，末綱與前田美順的組合代表日本參加北京舉行的奧運會羽毛球女子雙打比賽。在次圈即面對衛冕冠軍及世界排名第一的中國選手楊維/張潔雯組合。在先落後一局8-21的情況下，接連兩盤以23-21和21-14反勝；前田賽後形容這場勝仗是職業生涯以來最偉大的勝利。可惜，她們在接下來的準決賽和銅牌賽分別不敵韓國和中國選手，無緣贏取獎牌。
2010年11月，末綱代表日本出戰廣州亞運會，參加羽毛球比賽的女子雙打（夥拍前田美順）及團體項目。

### 2013年世錦賽
2013年8月，末綱聰子參加中國廣州舉行的世界羽毛球錦標賽，與前田美順以6號種子身分出戰女子雙打項目。她們首圈輪空，第二圈即以2比1力克德國組合晉級；但在第三圈就以0比2（9-21、18-21）負於11號種子、韓國的鄭景銀/金荷娜，16強止步。
2013年9月30日，末綱聰子正式從羽毛球世界聯會註冊退役。

## 主要比賽成績

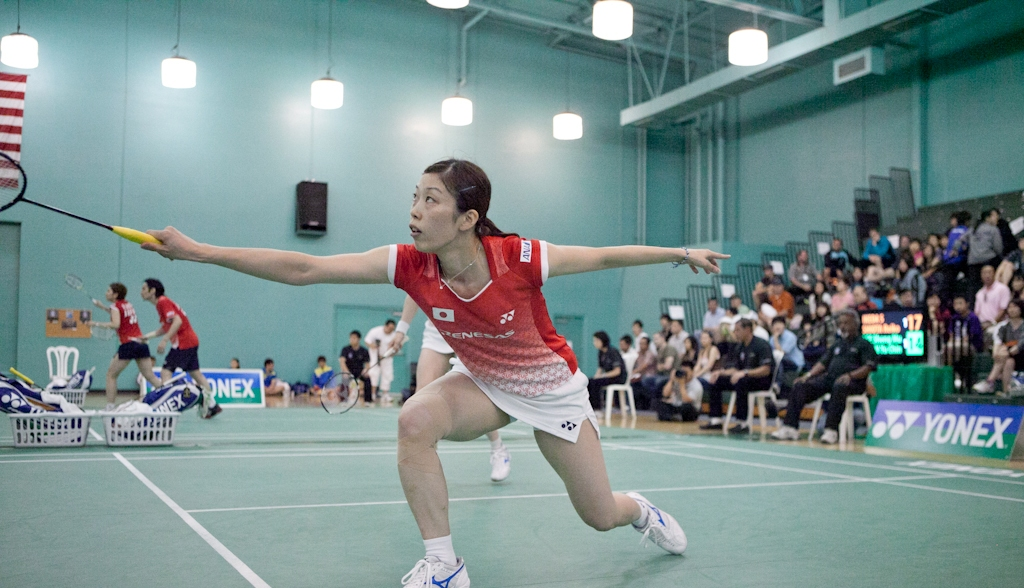
末綱聰子參加2011年美國羽毛球公開賽

只列出曾進入準決賽的國際賽事成績：
| 年份   | 賽事                     | 公開賽級別 | 項目     | 拍檔     | 成績   |
| ------ | ------------------------ | ---------- | -------- | -------- | ------ |
| 2006年 | 亞洲運動會羽毛球比賽     | 其他       | 女子團體 | －       | 銀牌   |
| 2007年 | 大阪羽毛球國際挑戰賽     | 國際挑戰賽 | 女子雙打 | 前田美順 | 準決賽 |
| 2007年 | 菲律賓羽毛球公開賽       | 黃金大獎賽 | 女子雙打 | 前田美順 | 準決賽 |
| 2007年 | 美國羽毛球大獎賽         | 大獎賽     | 女子雙打 | 前田美順 | 冠軍   |
| 2008年 | 德國羽毛球大獎賽         | 大獎賽     | 女子雙打 | 前田美順 | 亞軍   |
| 2008年 | 印度羽毛球黃金大獎賽     | 黃金大獎賽 | 女子雙打 | 前田美順 | 亞軍   |
| 2008年 | 印尼羽毛球超級賽         | 超級賽     | 女子雙打 | 前田美順 | 亞軍   |
| 2008年 | 奧林匹克運動會羽毛球比賽 | 其他       | 女子雙打 | 前田美順 | 第四名 |
| 2008年 | 日本羽毛球超級賽         | 超級賽     | 女子雙打 | 前田美順 | 準決賽 |
| 2009年 | 日本羽毛球超級賽         | 超級賽     | 女子雙打 | 前田美順 | 亞軍   |
| 2010年 | 瑞士羽毛球超級賽         | 超級賽     | 女子雙打 | 前田美順 | 亞軍   |
| 2010年 | 印尼羽毛球超級賽         | 超級賽     | 女子雙打 | 前田美順 | 準決賽 |
| 2010年 | 澳門羽毛球黃金大獎賽     | 黃金大獎賽 | 女子雙打 | 前田美順 | 準決賽 |
| 2010年 | 日本羽毛球超級賽         | 超級賽     | 女子雙打 | 前田美順 | 準決賽 |
| 2010年 | 丹麥羽毛球超級賽         | 超級賽     | 女子雙打 | 前田美順 | 冠軍   |
| 2010年 | 世界羽聯超級系列賽總決賽 | 超級賽     | 女子雙打 | 前田美順 | 準決賽 |
| 2011年 | 印度羽毛球超級賽         | 超級賽     | 女子雙打 | 前田美順 | 冠軍   |
| 2011年 | 馬來西亞羽毛球黃金大獎賽 | 黃金大獎賽 | 女子雙打 | 前田美順 | 冠軍   |
| 2011年 | 美國羽毛球黃金大獎賽     | 黃金大獎賽 | 女子雙打 | 前田美順 | 準決賽 |
| 2011年 | 世界羽毛球錦標賽         | 其他       | 女子雙打 | 前田美順 | 準決賽 |
| 2011年 | 澳門羽毛球黃金大獎賽     | 黃金大獎賽 | 女子雙打 | 前田美順 | 準決賽 |
| 2011年 | 印度羽毛球大獎賽         | 大獎賽     | 女子雙打 | 前田美順 | 亞軍   |
| 2012年 | 澳洲羽毛球黃金大獎賽     | 黃金大獎賽 | 女子雙打 | 前田美順 | 準決賽 |
| 2012年 | 印度羽毛球超級賽         | 超級賽     | 女子雙打 | 前田美順 | 準決賽 |
| 2012年 | 新加坡羽毛球超級賽       | 超級賽     | 女子雙打 | 前田美順 | 準決賽 |
| 2012年 | 日本羽毛球超級賽         | 超級賽     | 女子雙打 | 前田美順 | 準決賽 |
| 2012年 | 中國羽毛球首要超級賽     | 首要超級賽 | 女子雙打 | 前田美順 | 亞軍   |
| 2013年 | 全英羽毛球首要超級賽     | 首要超級賽 | 女子雙打 | 前田美順 | 準決賽 |
| 2013年 | 印度羽毛球超級賽         | 超級賽     | 女子雙打 | 前田美順 | 冠軍   |

| 2007-2017年 | 首要超級賽 | 超級賽 | 黃金大獎賽 | 大獎賽 | 國際挑戰賽 | 國際系列賽 | 未來系列賽 | 其他 |

### 奧運會和世錦賽參賽紀錄
|          | 搭檔       | 2005 | 2006 | 2007 | 2008   | 2009 | 2010 | 2011 | 2012       | 2013 |
| -------- | ---------- | ---- | ---- | ---- | ------ | ---- | ---- | ---- | ---------- | ---- |
| 女子雙打 | 前田美順   | 32強 | 32強 | 16強 | 第四名 | 8強  | 8強  | 季軍 | 小組第三名 | 16強 |
|          |            |      |      |      |        |      |      |      |            |      |
| 混合雙打 | 池田信太郎 | 32強 | 48強 | －   | －     | －   | －   | －   | －         | －   |
| 混合雙打 | 大束忠司   | －   | －   | 48強 | －     | －   | －   | －   | －         | －   |